# 郝希山
郝希山（1945年9月15日—），河北阜城人，汉族，中国肿瘤学家、第十一届全国政协委员。

## 生平
加入中国共产党，担任天津医科大学校长、党委副书记、中国工程院院士。2008年，当选第十一届全国政协委员，代表科学技术界，分入第二十九组。